# Alano IX de Rohan
Alano IX de Rohan, (1382 - 20 de marzo de 1462 en La Chèze), hijo de Alano VIII de Rohan, fue vizconde de Rohan desde 1429 hasta su fallecimiento en 1462, siendo asimismo conde de Porhoet, vizconde de Léon, barón de Pont-Château, señor de Noyon sur Andelle, señor du Pont Saint Pierre, señor de Radepont y señor de La Garnache.

## Biografía
Implantó una industria siderúrgica no lejos del castillo de Pontivy, de la que son muestra los forjados de las salas del propio castillo.
En Josselin, más exactamente en el castillo de Josselin, Alano IX se hizo construir una residencia señorial. Esta edificación, de 70 metros de largo, será dotada con una espléndida fachada, excepcional testimonio del gótico flamígero y del Renacimiento bretón.

## Matrimonios y descendencia
Miembro de la casa de Rohan, Estrechó los lazos con la casa ducal de Bretaña, a través de su primer matrimonio el 26 de junio de 1407 en Nantes con Margarita de Montfort llamada Margarita de Bretaña, señora de Guillac, hija de Juan de Montfort, uno de los candidatos al título de duque de Bretaña y de su esposa, Juana de Navarra. La princesa Margarita falleció el 13 de abril de 1428 en Blain, dejando cuatro hijas y un hijo:
- Alano, conde de Porhoet, nacido en 1408, casado en 1443 con Yolanda de Laval (hija de Guy XIV de Laval e Isabel de Bretaña, el cual murió en combate durante el sitio de Fougères, en 1449.

- Beatriz (-1418), fallecida en su juventud. Prometida un tiempo de Gilles de Rais (1404-1440), barón de Retz.

- Juana (1415-1459), que contrae matrimonio el 11 de febrero de 1442 con Francisco II de Rieux, chambelán del duque de Bretaña.

- Margarita (- 1496 en Cognac), que contrae matrimonio el 31 de agosto de 1449 con Juan de Orleans conde de Angulema y duque de Milán.

- Catalina (1425 - después de 1471), casada el 22 de abril de 1429 con Jacques de Dinan, gran sumiller de Francia, y posteriormente, y el 20 de septiembre de 1447 con Juan I de Albret, vizconde de Tartas.

Alano IX volvió a contraer matrimonio el 16 de noviembre de 1450 con María de Lorena (? -23 de abril de 1455) (Hija de Antonio de Vaudémont, conde de Vaudémont y de Guisa, Señor de Joinville, y María de Harcourt (1398-1476)), con la que tuvo a:
- Juan II, (16 de noviembre de 1452 - 1 de abril de 1516 en Blain), el 14° Vizconde de Rohan después de su padre,  consejero y chambelán del rey Carlos VIII de Francia, teniente general de Bretaña: casado en 1462 con María de Bretaña (1446-1511), hija de Francisco I de Bretaña.

- Catalina, casada con Renato de Kerardeux.

Alano IX todavía efectuó un tercer matrimonio en 1456 con Petronila de Maillé, con el que tuvo la siguiente descendencia:
- Pedro de Rohan (1456-1518), que pasó a ser barón de Pontchâteau.
- Luis
- Francisco, muerto a muy corta edad.
- Antonio.
- Madeleine.
- Ana.
- Isabel.